# Arbitrage – Macht ist das beste Alibi
Arbitrage – Macht ist das beste Alibi (Alternativtitel: Arbitrage: Der Preis der Macht) ist ein US-amerikanisches Filmdrama aus dem Jahr 2012 von Nicholas Jarecki (Drehbuch und Regie) mit Richard Gere, Susan Sarandon und Brit Marling in den Hauptrollen. Unter dem titelgebenden Begriff „Arbitrage“ wird die Ausnutzung von Preisunterschieden für ein und dasselbe Gut auf verschiedenen Märkten verstanden.

## Handlung
Robert Miller ist ein erfolgreicher Hedgefondsmanager und Milliardär. Er will seine Investmentfirma verkaufen und steht gerade in entsprechenden Verhandlungen. Ein Verkauf kommt jedoch vorerst nicht zustande, da der Käufer James Mayfield auf Zeit spielt. Miller hat sich bei einer Investition in eine Kupfermine verspekuliert und dabei viel Geld verloren. Um die Löcher zu stopfen und seine Bilanzen für den Unternehmensverkauf zu schönen, hat sich der Manager von seinem Geschäftspartner Jeffrey Greenberg 412 Mio. US-Dollar geliehen. Sein Partner will jedoch nicht länger auf die Rückzahlung seines Geldes, die von Miller immer wieder hinausgezögert worden ist, warten. Bei einem gemeinsamen Essen mit den potentiellen Käufern wird Miller erneut hingehalten und ein Verkauf kommt wiederum nicht zustande. Und dann berichtet ihm auch noch seine Tochter Brooke, die in seiner Firma arbeitet, dass sie über einige Ungereimtheiten gestolpert sei.
Der Manager hat die Kunsthändlerin Julie Côte als Geliebte und glaubt, dass seine Ehefrau Ellen nichts davon ahnt. Er verspricht Julie, zur Vernissage ihrer ersten Kunstausstellung zu kommen, taucht dort jedoch erst mit großer Verspätung auf. Julie zeigt ihm daraufhin die kalte Schulter. Robert bleibt deswegen nur kurze Zeit und fährt dann nach Hause. Mitten in der Nacht taucht er jedoch wieder bei Julie auf, um sich zu entschuldigen. Er kann die junge Frau überreden, mit ihm in sein Haus auf dem Land zu fahren. Auf der nächtlichen Fahrt dorthin fällt Robert jedoch in einen Sekundenschlaf und das Auto, das Julie gehört, überschlägt sich. Robert kann sich aus dem Wagen befreien, Julie überlebt den Unfall jedoch nicht. Um zu vermeiden, dass sein Verhältnis mit Julie bekannt wird, wodurch er sowohl seine Ehe als auch den geplanten Verkauf seiner Firma gefährdet sieht, ruft Miller Jimmy Grant an, den Sohn eines langjährigen Angestellten, der ihn nach Hause fährt. Als die Polizei den Unfallwagen findet, kommt sofort der Verdacht auf, dass Julie den Wagen nicht selbst gefahren hat und sich der tatsächliche Fahrer von der Unfallstelle entfernt hat.
Der mit der Unfallermittlung befasste Polizist Michael Bryer befragt auch Robert Miller zum Tod von Julie, da seine Firma Julie finanziell unterstützt hat. Über Millers Telefongespräch von einem öffentlichen Fernsprecher aus findet die Polizei Jimmy Grant, der in Harlem wohnt und eine kriminelle Vergangenheit hat. Detective Bryer vermutet, dass Jimmy Robert in jener Nacht von der Unfallstelle abgeholt hat, womit er dessen Beteiligung an dem Unfall nachweisen will. Jimmy weigert sich jedoch, insoweit eine Aussage zu machen. Als Robert dem jungen Mann einen renommierten Anwalt zu seiner Unterstützung schickt, ist das ein weiteres Indiz für Bryer, eine Verbindung zwischen Robert und Jimmy zu vermuten.
Millers Tochter Brooke findet heraus, dass die Bücher der Firma ihres Vaters manipuliert worden sind. Sie konfrontiert ihren Vater damit, und er erzählt ihr schließlich alles über den Verlust des Geldes und die Manipulation der Bücher. Brooke, die sich als gleichberechtigte Geschäftspartnerin ihres Vaters empfindet, macht ihm schwere Vorwürfe wegen seiner einsamen, riskanten Entscheidungen. Als er ihr seine Sicht klarmacht, dass sie nur eine Mitarbeiterin sei und letztlich allein er das Sagen habe, ist sie sehr enttäuscht von ihrem Vater. Roberts Situation wird zusehends schwieriger, da Mayfield weiterhin auf Zeit spielt, um den Kaufpreis weiter zu drücken. Miller trifft Mayfield schließlich in einem Restaurant, und endlich kommt es zu einem erfolgreichen Vertragsabschluss. Der Verkauf wird von Miller mit einem handschriftlichen Vertrag auf der Speisekarte des Restaurants besiegelt.
Detective Bryer hat sich inzwischen hinreißen lassen, Jimmy ein gefälschtes Foto vorzulegen, das angeblich Jimmys Auto an einer Mautstation zeigt. Er droht dem jungen Mann mit einer langjährigen Haftstrafe wegen Behinderung der Justiz. Um eine Klage gegen Jimmy zu verhindern, plant Robert, sich selbst zu stellen. Als die Fälschung des Fotos jedoch auffliegt, muss man die geplante Anklage gegen Jimmy fallenlassen und die Ermittlungen gegen ihn werden eingestellt.
Roberts Ehefrau offenbart ihm schließlich, von seinen diversen Affären gewusst und sie die ganze Zeit toleriert zu haben. Er habe jedoch eine Grenze überschritten, als er die gemeinsame Tochter Brooke in seine schmutzigen Geschäfte hineingezogen habe. Sie verlangt von ihm, sein gesamtes Vermögen einem allein von seiner Tochter verwalteten Wohltätigkeitsfonds zu überschreiben. Und sie droht, anderenfalls gegenüber der Polizei auszusagen, dass Robert in der Nacht des Unfalls nicht bei ihr gewesen, sondern erst in den frühen Morgenstunden leicht verletzt nach Hause gekommen sei. Robert müsste sich dann wegen seiner Beteiligung an dem Unfall vor Gericht verantworten. James Mayfield hat inzwischen, als der Vertrag unter Dach und Fach war, von den Bilanzmanipulationen in Millers Firma erfahren, deckt diese aber, um sein Gesicht zu wahren. Robert jedoch muss sich der Forderung seiner Ehefrau fügen und wird auf einer Wohltätigkeitsveranstaltung als großzügiger Spender gefeiert.

## Kritik
„Arbitrage ist ein sehenswerter Thriller, der nicht auf billigen Nervenkitzel, sondern auf Realismus setzt. Jarecki sorgt mit seinem Drehbuch dafür, dass immer was los ist und so fast keine Längen zu verzeichnen sind. Die Schauspieler sind toll, und trotz des Fehlens eines richtigen Sympathieträgers bleibt man bis zum Schluss gespannt dran. Den erst gerade 33-jährigen Jarecki gilt es definitiv im Auge zu behalten.“

„Gut gespielter und durchaus kluger Thriller über den Einfluss von Geld, Gier und Macht. Allerdings bietet der Film kaum Neues, behandelt einige Themengebiete zu oberflächlich und lässt auch auf der Spannungsebene zu wünschen über.“

Bei Metacritic erreicht der Film einen Metascore von 73 %. Von den bei Rotten Tomatoes gesammelten Filmkritiken fallen 87 % positiv aus.

## Veröffentlichung
Arbitrage wurde im Januar 2012 im Rahmen des Sundance Film Festival gezeigt und lief ab dem 14. September 2012 in den amerikanischen Kinos. In Österreich startete er am 15. Februar 2013 in den Kinos, in Deutschland dagegen lief Arbitrage nicht im Kino.
An den Kinokassen spielte der Film weltweit ca. 32 Mio. US-Dollar ein.